# Boston Celtics 1994-1995
La stagione 1994-95 dei Boston Celtics fu la 49ª nella NBA per la franchigia.
I Boston Celtics arrivarono terzi nella Atlantic Division della Eastern Conference con un record di 35-47. Nei play-off persero al primo turno con gli Orlando Magic (3-1).

## Roster
| N° | Naz.                   | Ruolo | Sportivo          | Anno | Alt. | Peso |
| -- | ---------------------- | ----- | ----------------- | ---- | ---- | ---- |
| 0  | Stati Uniti (bandiera) | C     | Eric Montross     | 1971 | 213  | 122  |
| 4  | Stati Uniti (bandiera) | G     | David Wesley      | 1970 | 183  | 86   |
| 5  | Stati Uniti (bandiera) | G     | Jay Humphries     | 1962 | 191  | 84   |
| 7  | Stati Uniti (bandiera) | G     | Dee Brown         | 1968 | 185  | 73   |
| 8  | Stati Uniti (bandiera) | G     | James Blackwell   | 1968 | 183  | 86   |
| 9  | Stati Uniti (bandiera) | GA    | Greg Minor        | 1971 | 198  | 95   |
| 12 | Stati Uniti (bandiera) | GA    | Dominique Wilkins | 1960 | 201  | 91   |
| 20 | Stati Uniti (bandiera) | G     | Sherman Douglas   | 1966 | 183  | 82   |
| 29 | Stati Uniti (bandiera) | AC    | Pervis Ellison    | 1967 | 206  | 95   |
| 30 | Stati Uniti (bandiera) | GA    | Blue Edwards      | 1965 | 193  | 91   |
| 31 | Stati Uniti (bandiera) | A     | Derek Strong      | 1968 | 203  | 100  |
| 34 | Stati Uniti (bandiera) | A     | Xavier McDaniel   | 1963 | 201  | 93   |
| 40 | Croazia (bandiera)     | AC    | Dino Rađa         | 1967 | 211  | 102  |
| 43 | Stati Uniti (bandiera) | G     | Tony Harris       | 1967 | 191  | 86   |
| 44 | Canada (bandiera)      | GA    | Rick Fox          | 1969 | 201  | 104  |
| 45 | Stati Uniti (bandiera) | A     | Tony Dawson       | 1967 | 201  | 98   |
| 55 | Stati Uniti (bandiera) | AC    | Acie Earl         | 1970 | 208  | 109  |

## Staff tecnico
- Allenatore: Chris Ford
- Vice-allenatori: Don Casey, Dennis Johnson
- Preparatore atletico: Ed Lacerte